# Zigóstata

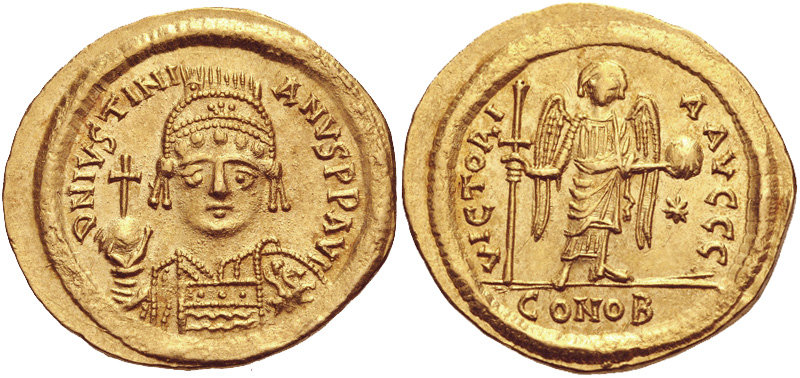
Sólido de oro de Justiniano (r. 527-565).

Zigóstata, zygóstata o zygostates (griego: ζυγοστάτης, "el que pesa con balanza", el que verifica pesos"; plural: ζυγοστάται, zygostatai) era un medidor público de la moneda del Imperio bizantino. Era un oficial municipal cuya función era verificar la calidad de las monedas de oro de los sólidos, basándose en la prohibición de la adulteración de las monedas del Estado que establecía la antigua ley Lex Julia Peculatus et de sacrilegis et de residuis.

## Descripción
El término zygostates aparece a menudo en inscripciones y papiros del Imperio romano tardío en la forma de zygostates tes poleos (griego: ζυγοστάτης τῆς πόλεως, "pesador público de la ciudad"). Tiene su origen en los demosioi, o esclavos del Estado de la Antigua Grecia que trabajaban en la ceca o como otros oficiales del tesoro, y el término demosioi zygostatai está atestiguado en varias obras.
El emperador bizantino Justiniano I (r. 527-565) consideró a los zygostatai, en su XI Edicto, como los principales infractores en el cambio de pureza de las monedas de oro. De los siglos VI y VII se conservan algunos sellos imperiales que llevan el nombre de zygostatai. En la Taktika de los siglos IX y X, el zigóstata es un oficial estatal, no urbano, perteneciente al personal del sacelario. El epíteto "imperial" aparece en un sello bizantino del siglo VII. Basándose en estas pruebas, John Bagnell Bury conjeturó que en este siglo, los zigóstatas empezaron a examinar y pesar las monedas que llegaban al tesoro imperial bizantino.
El monje, santo ortodoxo e higúmeno bizantino Teodoro el Estudita describió la zygostasia, o lugar imperial donde trabajaban los zigóstatas, como un negocio rentable. Cristóbal de Mitilene elogió a un zigóstata llamado Eustathios como fundador de una iglesia y "uno de los grandes chartoularioi (cartularios)".
El término zygastikon (griego: ζυγαστικόν), atestiguado en un privilegio falsificado concedido a la ciudad de Monemvasia en 1316, hace referencia a uno de los pagos habituales efectuados a los inspectores de peaje por medir y pesar las mercancías. A nivel funcional, el zygastikon no tiene nada en común con los zygostates del sakellion (sacelario).